# ميكويان ميغ إيه تي
ميكويان ميغ إيه تي (بالإنجليزية: Mikoyan MiG-AT)‏ هي طائرة تدريب متقدم وهجوم خفيفة روسية الصنع، طارت لأول مرة في عام 1996، بهدف استبدال طائرات آيرو إل-29 وآيرو إل-39 ألباتروس في القوات الجوية الروسية. وتعد ميغ إيه تي أول برنامج مشترك لتطوير الطائرات بين روسيا وفرنسا وأول مشروع تعاوني عسكري بين روسيا والغرب. إلى جانب القوات الجوية الروسية وقوات الدفاع الجوي، كانت ميكويان تسعى لتصدير الطائرة إلى الهند وجنوب أفريقيا واليونان وفرنسا وكومنولث الدول المستقلة مثل كازاخستان وأوزبكستان ولكن المشروع ألغي بعد تصنيع نسختين فقط.

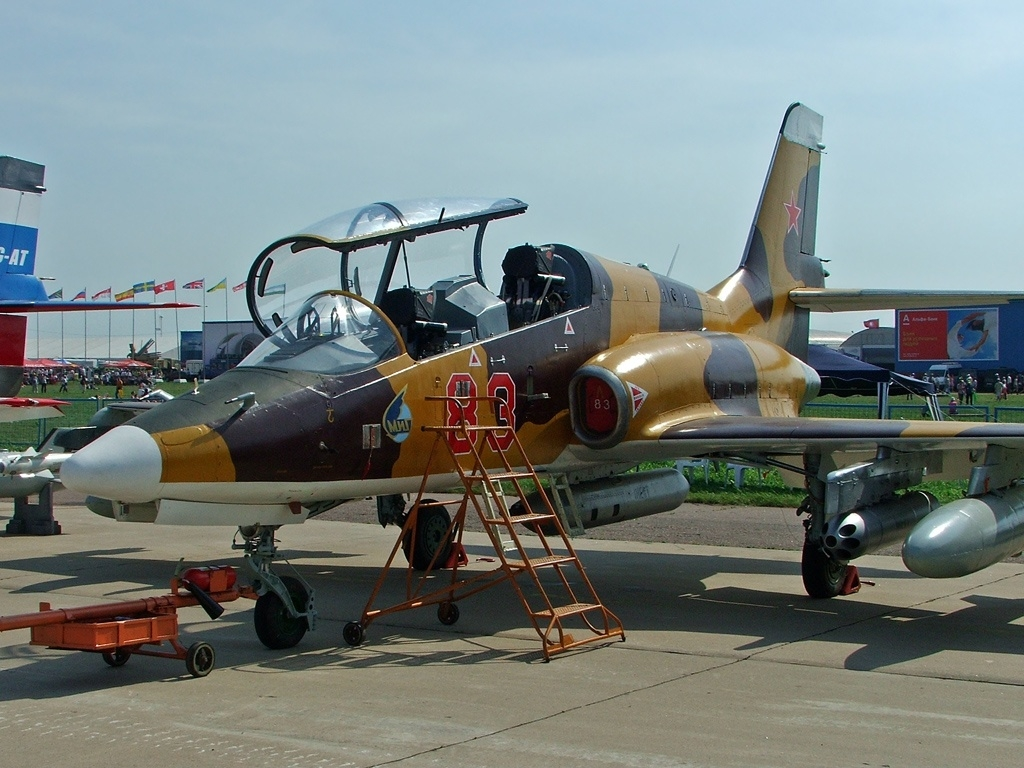
ميغ-إيه تي في معرض ماكس-2007

## مواصفات (MiG-ATC)
البيانات من Jane's All The World's Aircraft 2003–2004, airforce-technology.com, deagel.com
الخصائص العامة
- الطاقم: 2
- الطول: 12.01 (39 قدم 5 بوصة)
- باع الجناح: 10.16 متر (33 قدم 4 بوصة)
- الارتفاع: 4.42 متر (14 قدم 6 بوصة)
- مساحة الجناح : 17.67 متر² (190.2 قدم²)
- الوزن محملة: 4,610 كغ (10,163 رطل)
- وزن الإقلاع الأقصى: 7,800 كغ (17,196 رطل)
- محرك الطائرة: 2 × SNECMA Turbomeca Larzac 04-R-20 محرك عنفي مروحي, 14.40 كيلو نيوتن (3,237 lbf) الواحد
- Fuel capacity: 2,390 ل (530 غالون إمب؛ 630 غال-أمريكي)

الأداء
- السرعة القصوى: عدد ماخ 0.81 (1,000 كم/ساعة; 621 ميل في الساعة)
- مدى (طائرة): 1,200 كم (746 ميل; 648 عقدة)
- المدى: 2,000 كم (1,243 ميل; 1,080 عقدة)
- سقف الخدمة: 14,000 متر (46,000 قدم)
- معدل الصعود: 81.7 متر/ثانية (16,080 قدم/دقيقة)
- Maximum g-load: +8 g

التسليح

- نقطة تعليقs: 9 × with a capacity of تصل إلى 2,000 كـغ (4,400 رطل) of stores and provisions to carry combinations of:
  - صواريخ: 

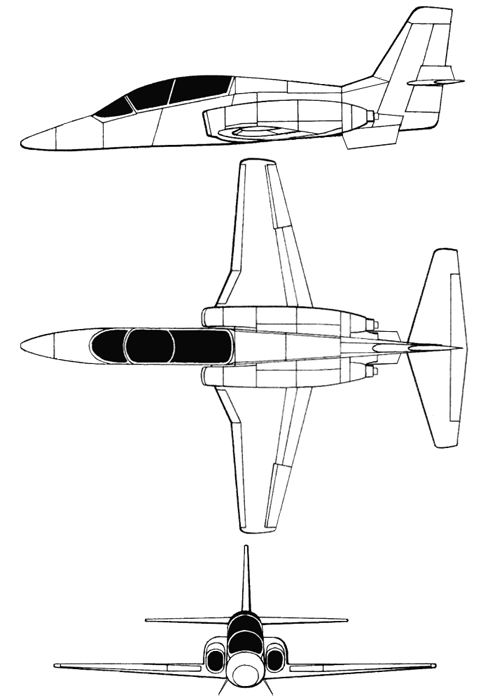

    - UB-16 قاذفة صواريخs for S-5 rockets
    - UB-8M rocket pods for S-8 rockets

  - صواريخ: 

    - صاروخ جو-جوs:
      - R-73E
      - ار-77
      - إيه آي إم-9 سايدويندر
      - أر550 ماجيك

    - صاروخ جو-أرض:
      - Kh-29TD

    - صاروخ مضاد للسفن:
      - كيه إتش-31AE

    - صاروخ مضاد للإشعاعات:
      - كيه إتش-31PE

    - صاروخ موجه مضاد للدروع:
      - فيخر 9K121

  - قنابل: تصل إلى قنبلة بزنة 500 كغ (1,100 رطل)

## روابط خارجية
- https://web.archive.org/web/20031002061449/http://aviation.ru/MiG/#AT#AT
- MiG-AT - Photo gallery on Pravda.Ru